# نانوذره

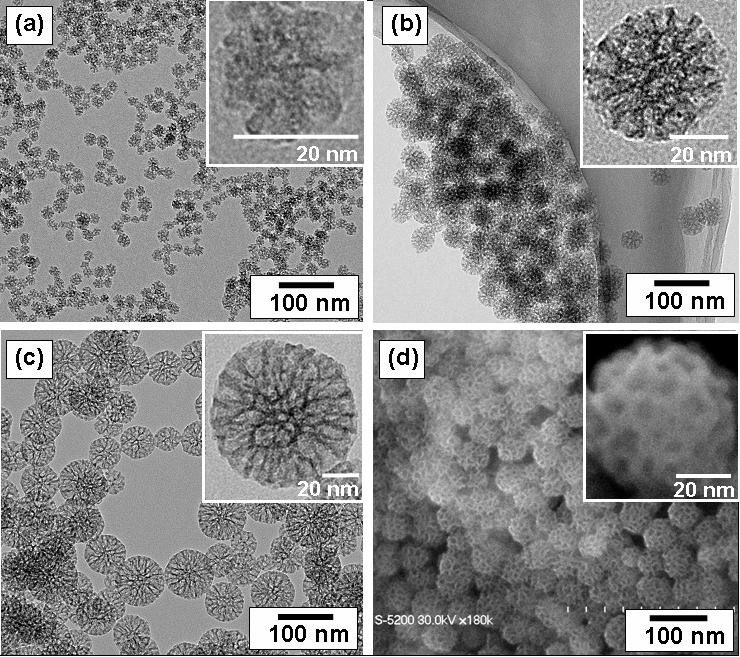
تصاویر TEM (a، b، و c) از نانوذرات سیلیکا مزوپور آماده شده با میانگین قطر بیرونی: (الف) ۲۰ نانومتر، (ب) ۴۵ نانومتر، و (ج) ۸۰ نانومتر. SEM (d) تصویر مربوط به (b). ذرات سیلیسی مزوپور دارای بزرگنمایی بالایی هستند.

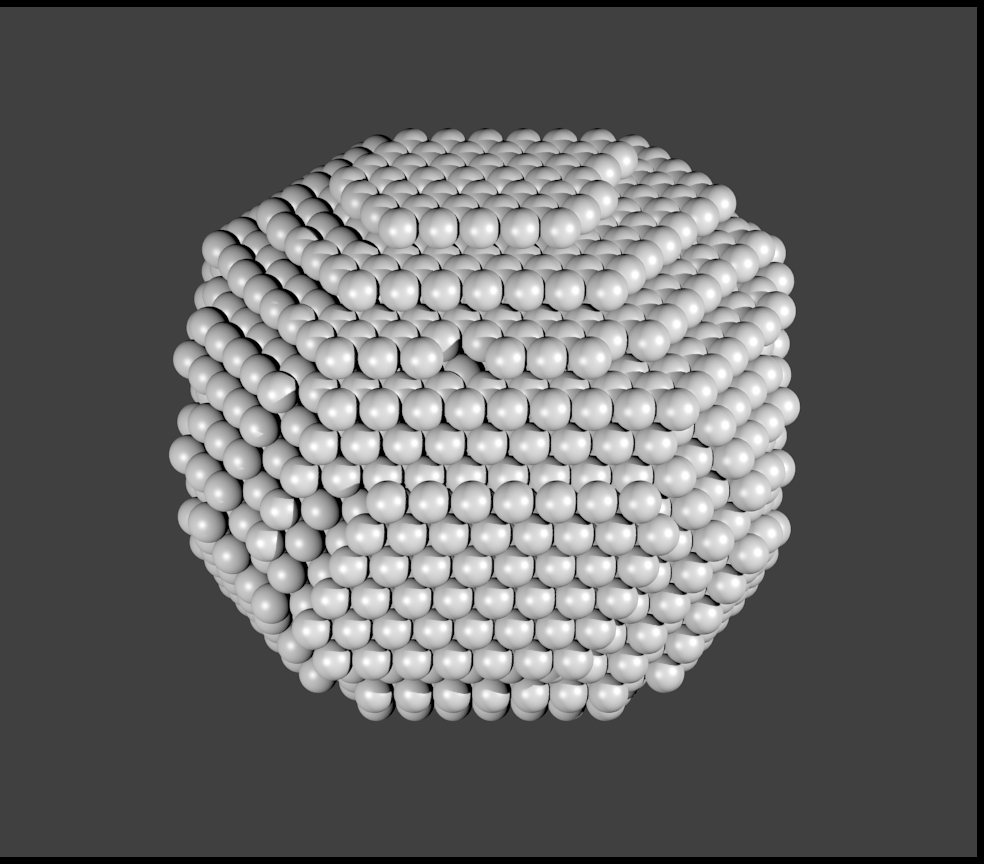
مدل ایدئال نانوذره کریستالی پلاتین با قطر حدود ۲ نانومتر که اتم‌های جداگانه را نشان می‌دهد.

نانوذره یا ذره بینهات ریز معمولاً به عنوان ذره ای از ماده تعریف می‌شود که قطری بین ۱ تا ۱۰۰ نانومتر (nm) دارد. این اصطلاح گاهی برای ذرات بزرگتر، تا ۵۰۰ نانومتر یا الیاف و لوله‌هایی که کمتر از ۱۰۰ نانومتر هستند نیز استفاده می‌شود. در پایین‌ترین محدوده، ذرات فلزی کوچکتر از ۱ نانومتر معمولاً در عوض خوشه‌های اتمی نامیده می‌شوند.
نانوذرات معمولاً از میکروذرات (۱–۱۰۰۰) و ذرات درشت (از ۲۵۰۰ تا ۱۰۰۰۰) نانومتر) متمایز می‌شوند، زیرا اندازه کوچکتر آنها خواص فیزیکی یا شیمیایی بسیار متفاوتی مانند خواص کلوئیدی و خواص نوری یا الکتریکی ایجاد می‌کند.
آنها که بیشتر در معرض حرکت براونی هستند، معمولاً رسوب نمی‌کنند، مانند ذرات کلوئیدی که برعکس معمولاً بین ۱ تا ۱۰۰۰ نانومتر در نظر گرفته می‌شود.
نانوذرات را به دلیل بازهٔ طول موج‌های نور مرئی (۴۰۰–۷۰۰ نانومتر) نمی‌توان با میکروسکوپ‌های نوری معمولی دید، و نیاز به استفاده از میکروسکوپ الکترونی یا میکروسکوپ‌های لیزری دارند. به همین دلیل، پراکندگی نانوذرات در محیط‌های روشن می‌تواند شفاف باشد، در حالی که ذرات بزرگ‌تر معمولاً مقداری یا تمام نور مرئی را که بر روی آن‌ها فرود می‌آیند پراکنده می‌کنند.
خواص نانوذرات اغلب به‌طور قابل توجهی با ذرات بزرگتر یک ماده متفاوت است. از آنجایی که شعاع یک اتم بین ۰٫۱۵ تا ۰٫۶ نانومتر است، بخش بزرگی از مواد نانوذره در چند قطر اتمی از سطح آن قرار دارد؛ بنابراین، خواص آن در لایه سطحی ممکن است بر خواص مواد حجیم غالب باشد. این اثر به ویژه برای نانوذرات پراکنده در سطح با ترکیب متفاوت بیشتر است زیرا برهمکنش بین دو ماده در سطح مشترک آنها قابل توجه است.
نانوذرات به‌طور گسترده در طبیعت یافت می‌شوند و موضوع مورد مطالعه در بسیاری از علوم مانند شیمی، فیزیک، زمین‌شناسی و زیست‌شناسی هستند. از آنجایی که در حال گذار بین مواد حجیم و ساختارهای اتمی یا مولکولی هستند، اغلب پدیده‌هایی را نشان می‌دهند که در هیچ‌یک از مقیاس‌ها مشاهده نمی‌شوند. آنها جزء مهمی از آلودگی اتمسفر، و مواد اصلی در بسیاری از محصولات صنعتی مانند رنگ، پلاستیک، فلزات، سرامیک و محصولات مغناطیسی هستند. تولید نانوذرات با ویژگی‌های منحصر به فرد یکی از شاخه‌های نانوفناوریاست.
نانوذرات مکانیک نابجایی متفاوتی را نشان می‌دهند، که همراه با ساختار سطحی منحصربه‌فردشان، منجر به خواص مکانیکی متفاوت از مواد توده‌ای می‌شود.
نانوذرات غیر کروی (مانند منشورها، مکعب‌ها، میله‌ها و غیره) خواص وابسته به شکل و اندازه (هم شیمیایی و هم فیزیکی) را نشان می‌دهند (ناهمسانگردی). نانوذرات غیر کروی طلا (Au)، نقره (Ag) و پلاتین (Pt) به دلیل خواص نوری شگفت‌انگیزشان کاربردهای گوناگونی دارند. شکل‌های غیرکروی نانو منشورها باعث ایجاد سطح مقطع مؤثر بالا و رنگ‌های عمیق‌تر محلول‌های کلوئیدی می‌شوند. نانوذرات ناهمسانگرد یک رفتار جذبی خاص و جهت‌گیری ذرات تصادفی را در زیر نور غیرقطبی نشان می‌دهند و یک حالت تشدید مجزا برای هر محور تحریک پذیر نشان می‌دهند. این ویژگی را می‌توان با این واقعیت توضیح داد که روزانه پیشرفت‌های جدیدی در زمینه سنتز این نانوذرات برای تهیه آنها با بازده بالا در حال انجام است.

## تعاریف

### آیوپاک
آیوپاک در اصطلاحات پیشنهادی خود در سال ۲۰۱۲ برای پلیمرهای مرتبط بیولوژیکی، یک نانوذره را به عنوان "ذره ای با هر شکلی با ابعاد در محدوده ۱ × 10-9 و ۱ × 10-7 متر» تعریف کرد. این تعریف از تعریفی که توسط آیوپاک در سال ۱۹۹۷ ارائه شد است.
در انتشار دیگری در سال ۲۰۱۲، آیوپاک این اصطلاح را گسترش داد تا شامل لوله‌ها و الیاف تنها با دو بعد زیر ۱۰۰ نانومتر شود.

## تاریخ

### رخداد طبیعی
نانوذرات به‌طور طبیعی توسط بسیاری از فرآیندهای کیهانی، زمین‌شناسی، هواشناسی و بیولوژیکی تولید می‌شوند. بخش قابل توجهی (از نظر تعداد، اگر نه بر حسب جرم) از گرد و غبار بین سیاره ای که هنوز به میزان هزاران تن در سال بر روی زمین می‌ریزد، در محدوده نانوذرات قرار دارد. و همین امر در مورد ذرات غبار اتمسفر نیز صادق است. بسیاری از ویروس‌ها دارای قطرهایی در محدوده نانوذرات هستند.

### سده ۱۹
مایکل فارادی در مقاله کلاسیک خود در سال ۱۸۵۷ اولین توصیف را از نظر علمی از خواص نوری فلزات در مقیاس نانومتری ارائه کرد.

## مورفولوژی و ساختار

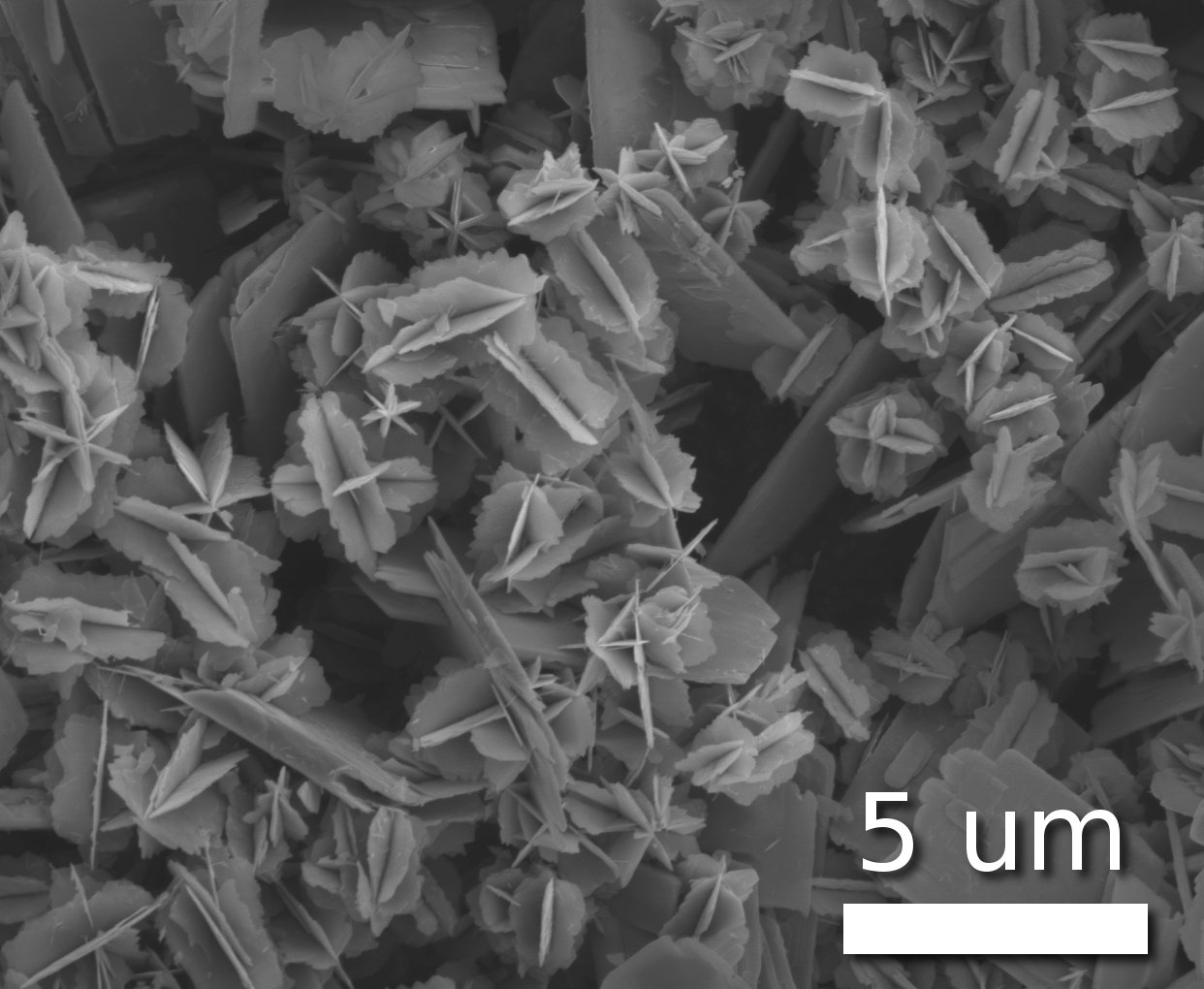
نانواستارهای وانادیم(IV) اکسید

نانوذرات در شکل‌های بسیار متنوعی وجود دارند که نام‌های غیررسمی بسیاری مانند نانوکره، نانومیله، نانوزنجیره، نانوستار، نانوگل، نانوسنگ، نانو سبیل، نانوالیاف، و نانوجعبه‌ها به آن‌ها داده شده‌است.

## ویژگی
خواص یک ماده به شکل نانوذرات به‌طور غیرعادی با خواص مواد غیرنانو متفاوت است حتی زمانی که به ذرات میکرومتری تقسیم شود. بسیاری از این خواص از محصور شدن فضایی ذرات زیر اتمی (یعنی الکترون‌ها، پروتون‌ها، فوتون‌ها) و میدان‌های الکتریکی اطراف این ذرات ناشی می‌شوند. نسبت سطح به حجم زیاد نیز عامل مهمی در این مقیاس است.

## تولید
نانوذرات مصنوعی را می‌توان از هر ماده جامد یا مایع، از جمله فلزات، دی الکتریک‌ها و نیم‌رساناها ایجاد کرد. آنها ممکن است از نظر داخلی همگن یا ناهمگن باشند.
روش‌های مختلفی برای ایجاد نانوذرات وجود دارد، از جمله تراکم گاز، ساییدگی، رسوب شیمیایی، کاشت یون، پیرولیز و سنتز هیدروترمال.

## نانوذرات چگونه ساخته می‌شوند؟
از نظر روش ساخت به دودسته طبیعی و مصنوعی تقسیم‌بندی می‌شوند:
نانوذرات آزاد (طبیعی): از طریق شکستن ذرات بزرگ‌تر یا با فرایندهای مونتاژ کنترل شده تشکیل می‌شوند. پدیده‌های طبیعی (فوران آتشفشان یا آتش‌سوزی جنگل‌ها) و بسیاری از فعالیت‌های صنعتی و خانگی انسان مانند پخت‌وپز، تولید یا حمل‌ونقل جاده‌ای و هوایی، نانوذرات را ایجاد و وارد جو می‌کنند.  نانوذرات طبیعی همچنین شامل دانه‌های ماسه بسیار ریز با منشأ معدنی (مانند اکسیدها، کربنات‌ها) نیز هستند. اما لازم به ذکر است که منشأ نانوذرات صرفاً زمینی نمی‌باشد و توسط بسیاری از فرایندهای کیهانی بر روی اتمسفر زمین ریخته می‌شوند.
نانوذرات مصنوعی: این ذرات را می‌توان از هر ماده جامد یا مایع از جمله فلزات، دی‌الکتریک‌ها و نیمه‌هادی‌ها ساخت و همچنین  ممکن است از نظر داخلی همگن یا ناهمگن باشند.
از جمله روش‌های تولید مصنوعی نانوذرات می‌توان به مورد زیر اشاره نمود: تراکم گاز، ساییدگی، رسوب شیمیایی، کاشت یون، پیرولیز، رادیولیز و سنتز هیدروترمال
که به طور مختصر به 3 مورد از آن‌ها اشاره می‌کنیم.
- تراکم گاز بی‌اثر اغلب برای تولید نانوذرات فلزی استفاده می‌شود. این فلز در یک محفظه خلأ حاوی اتمسفر رقیق شده و یک گاز بی‌اثر تبخیر می‌شود. چگالشِ بخارِ فلزِ فوقِ اشباع، منجر به ایجاد ذراتی به‌اندازه نانومتر می‌شود که می‌توانند در جریان گاز بی‌اثر وارد شوند و روی یک بستر رسوب کنند یا در محل موردمطالعه قرار گیرند.
- در روش رادیولیز، نانوذرات می‌توانند با استفاده ازشیمی تشعشع تشکیل شوند . رادیولیز از پرتوهای گاما می‌تواند رادیکال‌های آزاد بسیار فعال را در محلول ایجاد نماید.
- پیرولیز روش دیگر برای ایجاد نانوذرات، تبدیل یک ماده پیش ساز مناسب، مانند گاز (مثلاً متان) یا آئروسل، به ذرات جامد با احتراق یا تجزیه در اثر حرارت است. این تعمیم سوزاندن هیدروکربن‌ها یا سایر بخارات آلی برای تولید دوده است.

شرایط تولید و واکنش تعریف شده در به‌دست‌آوردن ویژگی‌های ذرات بسیار مهم است. اندازه ذرات، ترکیب شیمیایی، تبلور و شکل را می‌توان با دما، مقدار pH، غلظت، ترکیب شیمیایی، تغییرات سطحی و کنترل فرایند در دست گرفت.
دو استراتژی اساسی برای تولید نانوذرات استفاده می‌شود که به نام‌های از بالابه‌پایین و از پایین‌به‌بالا شناخته می‌شوند.
به‌طورکلی، اصطلاح بالابه‌پایین به خردکردن مکانیکی ذرات بزرگ با استفاده از فرایند آسیاب اشاره دارد درحالی‌که استراتژی پایین‌به‌بالا، ساختارهای کوچک تشکیل‌دهنده را توسط فرایندهای شیمیایی به هم متصل می‌کند.
نانومواد را می‌توان بر اساس مواد تشکیل‌دهنده به چهار نوع دسته‌بندی کرد:
1. نانومواد بر پایه معدنی (شامل نانومواد مختلف فلزی و اکسید فلزی)
2. نانومواد مبتنی بر کربن
3. نانومواد مبتنی بر آلی
4. نانومواد مبتنی بر کامپوزیت[۳۳]

## مشخصات
نانوذرات نیازهای تحلیلی متفاوتی نسبت به مواد شیمیایی معمولی دارند که ترکیب شیمیایی و غلظت آن معیارهای کافی هستند. نانوذرات دارای خواص فیزیکی دیگری مانند اندازه، شکل، ویژگی‌های سطح، بلورینگی و حالت پراکندگی هستند که برای توصیف کامل باید اندازه‌گیری شوند. به‌علاوه، نمونه‌برداری و روش‌های آزمایشگاهی می‌توانند وضعیت پراکندگی آن‌ها را مختل کنند. در زمینه‌های زیست‌محیطی، یک چالش دیگر این است که بسیاری از روش‌ها نمی‌توانند غلظت‌های پایین نانوذراتی را که ممکن است همچنان اثر نامطلوب داشته باشند، شناسایی کنند. برای برخی کاربردها، نانوذرات ممکن است در ماتریس‌های پیچیده مانند آب، خاک، غذا، پلیمرها، جوهرها، مخلوط پیچیده مایعات آلی مانند مواد آرایشی یا خون مشخص شوند.

## سلامت و امنیت
نانوذرات خطرات احتمالی را هم از نظر پزشکی و هم از نظر محیطی به همراه دارند. بیشتر این موارد به دلیل نسبت سطح به حجم بالایی که دارند می‌تواند ذرات را بسیار واکنش پذیر یا کاتالیزوری کند. همچنین تصور می‌شود که آنها روی دولایه‌های فسفولیپیدی تجمع می‌کنند و از غشای سلولی موجودات عبور می‌کنند و برهم‌کنش‌های آن‌ها با سیستم‌های بیولوژیکی نسبتاً ناشناخته است. با این حال، بعید است که ذرات وارد هسته سلول، مجتمع گلژی، شبکه آندوپلاسمی یا سایر اجزای داخلی سلولی به دلیل اندازه ذرات و تراکم بین سلولی شوند. یک مطالعه که به بررسی اثرات نانوذرات اکسید روی روی سلول‌های ایمنی انسان می‌پردازد، سطوح مختلفی از حساسیت به سمیت سلولی را پیدا کرده‌است. نگرانی‌هایی وجود دارد که شرکت‌های دارویی که به دنبال تأییدیه نظارتی برای نانوفرموله‌سازی داروهای موجود هستند، بر داده‌های ایمنی تولید شده در طول مطالعات بالینی نسخه قبلی و قبل از فرمول‌بندی مجدد دارو تکیه می‌کنند. این امر می‌تواند منجر به از دست دادن عوارض جانبی جدید توسط نهادهای نظارتی مانند FDA شود. با این حال تحقیقات قابل توجهی نشان داده‌است که نانوذرات روی در داخل بدن جذب جریان خون نمی‌شوند.

## کاربردها
نانوذرات به عنوان رایج‌ترین مورفولوژی نانومواد مورد استفاده در محصولات مصرفی، طیف وسیعی از کاربردهای بالقوه و واقعی دارند. جدول زیر متداول‌ترین نانوذرات مورد استفاده در انواع محصولات موجود در بازارهای جهانی را خلاصه می‌کند.
تحقیقات علمی روی نانوذرات فراوان است زیرا کاربردهای بالقوه زیادی در پزشکی، فیزیک، اپتیک، و الکترونیک دارند. ابتکار ملی نانوتکنولوژی ایالات متحده بودجه دولتی را با تمرکز بر تحقیقات نانوذرات ارائه می‌دهد. استفاده از نانوذرات در ناحیه فعال لیزر رنگرزی پلی (متیل متاکریلات) (PMMA) در سال ۲۰۰۳ نشان داد که راندمان تبدیل را بهبود می‌بخشد و واگرایی پرتو لیزر را کاهش می‌دهد. محققان کاهش واگرایی پرتو را به بهبود ویژگی‌های dn/dT نانوکامپوزیت آلی- معدنی آلی شده با رنگ نسبت می‌دهند. داروها، فاکتورهای رشد یا سایر مولکول‌های زیستی را می‌توان با نانوذرات ترکیب کرد تا به تحویل هدفمند کمک کند. این تحویل به کمک نانوذرات امکان کنترل مکانی و زمانی داروهای بارگیری شده را برای دستیابی به مطلوب‌ترین نتیجه بیولوژیکی فراهم می‌کند. نانوذرات همچنین برای کاربردهای احتمالی به عنوان مکمل‌های غذایی برای تحویل مواد فعال بیولوژیکی، به عنوان مثال عناصر معدنی، مورد مطالعه قرار می‌گیرند.

### درمان سرطان
تحقیقات اخیر نشان داد که انتقال توالی‌های RNA کوچک مداخله‌گر (siRNA) با استفاده از نانوذرات هیبریدلیپید پلیمر یکی از موثرترین تکنیک‌های درمان سرطان است.
| خیر | بخش‌های صنعتی       | نانو ذرات |
| --- | ------------------ | --- |
| ۱   | کشاورزی            | نقره، سیلیسیم دی‌اکسید، پتاسیم، کلسیم، آهن، روی، فسفر، بور، اکسید روی و مولیبدن |
| ۲   | خودرو              | tungsten، disulfidesilicon dioxide، clay، titanium dioxide، diamond، copper، cobalt oxide، zinc oxide، boron nitride، zirconium dioxide، tungsten، γ-aluminium oxide، boron، palladium، platinum، cerium(IV) oxide، carnauba، aluminium oxide، silver، calcium carbonate و calcium sulfonate |
| ۳   | ساخت و ساز         | titanium، dioxidesilicon dioxide، silver، clay، aluminium oxide، calcium carbonate calcium silicate hydrate، carbon، aluminium phosphate cerium(IV) oxide و calcium hydroxide |
| ۴   | لوازم آرایشی       | silver، titanium dioxide، gold، carbon، zinc oxide، silicon dioxide، clay، sodium silicate، kojic acid و hydroxy acid |
| ۵   | الکترونیک          | silver، aluminum، silicon dioxide و palladium |
| ۶   | محیط               | silver، titanium dioxide، carbonmanganese oxide، clay، gold و selenium |
| ۷   | غذا                | silver، clay، titanium dioxide، gold، zinc oxide، silicon dioxide، calcium، copper، zinc، platinum، manganese، palladium و carbon |
| ۸   | لوازم خانگی        | silver، zinc oxide، silicon dioxide، diamond و titanium dioxide |
| ۹   | پزشکی              | silver، gold، hydroxyapatite، clay، titanium dioxide، silicon dioxide، zirconium dioxide، carbon، diamond، aluminium oxide و ytterbium trifluoride |
| ۱۰  | نفت                | tungsten، disulfidezinc oxide، silicon dioxide، diamond، clay، boron، boron nitride، silver، titanium dioxide، tungsten، γ-aluminium oxide، carbon، molybdenum disulfide و γ-aluminium oxide                                                                                                 |
| ۱۱  | چاپ                | تونر، که توسط چاپگر روی کاغذ یا زیرلایه دیگر رسوب می‌کند |
| ۱۲  | انرژی‌های تجدیدپذیر | titanium، palladium، tungsten disulfide، silicon dioxide، clay، graphite، zirconium(IV) oxide-yttria stabilized، carbon، gd-doped-cerium(IV) oxide، nickel cobalt oxide، nickel(II) oxide، rhodium، sm-doped-cerium(IV) oxide، barium strontium titanate و silver                            |
| ۱۳  | ورزش و تناسب اندام | silver، titanium dioxide، gold، clay و carbon |
| ۱۴  | منسوجات            | silver، carbon، titanium dioxide، copper sulfide، clay، gold، polyethylene terephthalate و silicon dioxide |